# Faika
Faika es un género con una especies de plantas de flores perteneciente a la familia Monimiaceae. 

## Especies seleccionadas
- Faika villosa - [(Kaneh. & Hatus.) W.R.Philipson]